# Aliens: Dark Descent
Aliens: Dark Descent es un videojuego de tácticas en tiempo real desarrollado por Tindalos Interactive en colaboración con 20th Century Games de Disney y publicado por Focus Entertainment. Ambientado en el universo Alien, el juego se lanzó para PlayStation 4, PlayStation 5, Windows, Xbox One y Xbox Series X/S el 20 de junio de 2023. Recibió críticas generalmente positivas de los críticos.

## Gameplay
La historia de Dark Descent se desarrolla en el año 2198, 19 años después de los acontecimientos de las películas de la trilogía original. Es un videojuego de tácticas en tiempo real que se juega desde una perspectiva de arriba hacia abajo. Los jugadores deben dar órdenes a un escuadrón de cuatro marines coloniales, que deben luchar contra los xenomorfos y agentes rebeldes de la Corporación Weyland-Yutani. El juego presenta cinco clases de personajes iniciales, cada una con sus propias armas y habilidades únicas. Si bien el combate ocurre en tiempo real, los jugadores pueden ralentizar brevemente el tiempo para dar órdenes o preparar una emboscada. Se anima a los jugadores a explorar la estación lunar, descubrir atajos y desplegar rastreadores de movimiento que les permitan rastrear los movimientos alienígenas. También pueden usar un soldador para abrir puertas cerradas y pueden cerrarlas con soldadura mientras se retiran de una habitación a otra. Los cambios en el diseño de niveles son permanentes. Soldar una puerta puede impedir que los xenomorfos avancen, pero también puede bloquear la ruta del jugador en visitas posteriores.
Entre misiones, los jugadores pueden mejorar y personalizar a sus marines. Los jugadores deben mantener no solo la salud física sino también la salud mental de estos personajes. Cada personaje tiene sus propios rasgos mentales. Su rendimiento en combate puede verse afectado si se les somete a demasiada presión. Pueden fallar sus tiros, comportarse de manera irracional o incluso sabotear la misión del jugador. Los miembros del escuadrón pueden morir permanentemente después de ser atacados. Los jugadores pueden evacuar durante una misión para evitar perder a todo el equipo. Según el desarrollador, cada misión del juego dura "entre 20 minutos y una hora".

## Historia
En el año 2198, en la luna de Leteo, el USS Otago se prepara para un shakedown. Mientras tanto, en la estación Pioneer, un transbordador, el Bentonville, deja la carga. Un misterioso infiltrado libera su contenido: mortales alienígenas xenomorfos, que comienzan a masacrar a la tripulación. Al darse cuenta de la discrepancia en el peso de la carga de Bentonville , la administradora adjunta Maeko Hayes recomienda que se detenga el barco, pero su supervisor McDonald se niega. Hayes se encuentra con los extraterrestres en el muelle de atraque, tratando de cerrar las puertas con soldadura. Cuando el transbordador se va, McDonald y el personal de control son atacados y embarazados por facehuggers. Hayes, que escapa por poco, se da cuenta de que hay más xenomorfos en el cargamento restante de Bentonville y, de mala gana, activa el Protocolo Cerberus, un procedimiento de cuarentena planetaria de Weyland-Yutani que utiliza satélites armados. Bentonville y un carguero, Baldrin, son destruidos con todas sus fuerzas mientras el Otago queda paralizado. Hayes es extraído por el sargento. Jonas Harper y su escuadrón de Marines Coloniales al aterrizaje forzoso de Otago, donde toma el mando y designa a Hayes como su oficial de Inteligencia. Los marines ingresan al asentamiento de Dead Hills y matan a una reina xenomorfa bajo la colonia. Después de explorar el puerto espacial de Berkley's Docks en busca de piezas para reparar el Otago, los marines se encuentran con la Era Darwin, un culto anti-Weyland-Yutani que venera a los xenomorfos como una etapa superior de la evolución. Al regresar, Hayes le admite a Harper que activó a Cerberus; a pesar de esto, continúan trabajando juntos. Hayes también trabaja con el director médico Bookard, el xenobiólogo de Weyland-Yutani Becker, el ingeniero jefe Corrigan, el psicólogo del barco Kabiri y el sargento jefe de la armería. Martínez para encontrar materiales y personal en el campo para llevarlos a Otago.
Harper remonta el origen de los contenedores Xenomorph a Olduvai, la principal refinería de Trimonite de Lethe. En sus minas, se encuentran con Guardianes: cultistas modificados que son ignorados por los Xenomorfos y descubren que el culto está llevando personas al Proyecto Cassandra. Harper recuerda brevemente esta "Cassandra", antes de que Joseph Marlow, líder de la Era Darwin y ex científico de Weyland-Yutani, se dirija directamente a los Marines, dando a entender que Cassandra está trabajando con él. Hayes, que originalmente planeaba usar la última cápsula de escape de Otago como baliza para enviar una llamada de socorro, la usa como un misil improvisado para rescatar a los marines justo antes de que sean invadidos. Al regresar a Otago, Harper le revela a Hayes que Cassandra es su hija de su época en Lethe, ya que él nació en el planeta. El Otago es atacado directamente por xenomorfos, pero los marines los rechazan; Harper, que tiene dolorosos destellos y visiones cuando hay xenomorfos cerca, comienza a enfermarse. La directora Barbara Price, jefa de operaciones de Weyland-Yutani en Lethe, se pone en contacto con los marines y les informa que Cerberus está entrando en la Fase 2: esterilización nuclear completa de Lethe. Los marines asaltan a Pioneer para intentar detener a Cerberus y matar a otra Reina, pero ya es demasiado tarde para detener a Cerberus. Con poco tiempo, los marines se apresuran a reparar el casco de Otago, las cámaras de hipersueño y aumentar la energía de su escudo de energía para romper el bloqueo. Price ofrece el núcleo de energía de un procesador atmosférico, además de buscar a Cassandra y rescatarla de Marlow, a cambio de que se le permita el acceso a Otago.
Los marines atacan el procesador, roban su núcleo, matan a otra reina y recuperan un APC, pero Harper se debilita constantemente. Luego, los marines recuperan un chip mezclador de gas para hipersueño del USCSS Monterro, una antigua embarcación clase M utilizada durante una rebelión anterior contra Weyland-Yutani en la que Harper estuvo presente. Un Guardián se cuela a bordo de Otago para persuadir a Harper a unirse a la Era Darwin, revelando que Marlow está usando a Cassandra para un proyecto que permite la comunicación con los Xenomorfos usando su conexión telepática innata con la mente colmena del alienígena, un rasgo que Harper comparte con ella y es la causa de su visiones y problemas de salud, antes de que el Chestburster brote de él y lo mate. Harper se enfrenta a Price, quien ha enviado hombres a buscar a Cassandra, liderada por el ex marine Theo Stern, en el laboratorio subterráneo de Tantalus, pero Price había perdido contacto con ellos. Los marines se infiltran en el laboratorio y recuperan a Stern, quien se une a los marines, pero descubren en imágenes antiguas que Cassandra ya ha sido trasladada a otra ubicación y escapan por poco de la autodestrucción del laboratorio. Durante la fuga, capturan a Marlow, quien les revela que Price está jugando con ellos; destruyó a Tantalus y dejó morir a Stern para atar los cabos sueltos. Incapaz de obtener la ubicación de Cassandra de Marlow, Harper lo mata después de descubrir que es una recreación en sintetizador del Marlow real, antes de caer inconsciente.
Mientras tanto, de vuelta en Otago, Becker, trabajando con Price para borrar sus deudas con la compañía, paraliza las defensas del barco y libera a un Guerrero Xenomorfo que surgió del Guardián capturado, que mata a Bookard mientras los comandos Weyland-Yutani llegan para capturar el barco. Hayes defiende por poco a los mercenarios con el ARC, aunque es arruinado por la cañonera del comando; Becker la ataca y la apunta con una pistola, pero el Xenomorfo lo mata. Hayes logra atraer al Xenomorfo al reactor de la nave cuando se reinicia, friéndolo y asegurando la nave. Con Harper en estado crítico y Kabiri incapaz de tratarlo eficazmente sin Bookard, Stern y Hayes asaltan Pharos Spire, el cuartel general de Weyland-Yutani en Lethe, para sonsacarle a Price la ubicación de Marlow. Ella divulga que Marlow se había establecido en una antigua ciudad alienígena bajo Olduvai, que es donde mantiene prisionera a Cassandra y trata desesperadamente de sobornar a Hayes para que la lleve con ellos. Disgustado, Hayes renuncia a Price por considerarla menos humana que un sintetizador y la deja morir. Mientras Price afirma furiosamente que es humana, los xenomorfos comienzan a invadir las instalaciones.
Mientras Cerberus se prepara para lanzar la Fase 2, Hayes, decidido a expiar su servicio a Weyland-Yutani, decide atacar la ciudad de Marlow y salvar a Cassandra. El Otago, ahora reparado, despega y los marines lanzan un asalto total contra la mina, matando a una reina y a muchos cultistas. Hayes, Martínez y Stern descienden y entran en la ciudad subterránea, que contiene restos momificados de una especie alienígena gigante con forma de gusano y grandes huevos de xenomorfo. También descubren el cadáver del verdadero Marlow, que había muerto a causa de un estallido de cofres hace mucho tiempo, e innumerables sintetizadores Marlow no hostiles que había creado para continuar su trabajo en el Proyecto Cassandra. Al encontrar a Cassandra y liberarla, un gigantesco xenomorfo creado a partir de uno de los antiguos alienígenas se despierta y mata a Stern y Martínez. Las mujeres están acorraladas, pero Harper usa lo último de sus fuerzas para inmovilizar brevemente al Xenomorfo, permitiéndoles escapar a costa de su propia vida. Los marines restantes se quedan atrás para contener el interminable enjambre de xenomorfos mientras Hayes y Cassandra se trasladan a Otago cuando los misiles nucleares comienzan a caer. Los escudos de Otago aguantan; la nave rompe el bloqueo y abandona la órbita de Lethe. Después de llorar a Harper, Hayes, Cassandra y el resto de la tripulación entran en un hipersueño cuando el Otago ingresa al espacio profundo.

## Desarrollo
Dark Descent fue desarrollado por el estudio francés Tindalos Interactive, que anteriormente había desarrollado la serie Battlefleet Gothic: Armada de videojuegos de estrategia en tiempo real. Según el director general John Bert, el videojuego se inspiró en ambos videojuegos de rol informáticos como tácticos. El videojuego se anunció durante el evento Summer Game Fest en junio de 2022. Fue lanzado para PlayStation 4, PlayStation 5, Windows, Xbox One y Xbox Series X/S el 20 de junio de 2023.

## Recepción
Aliens: Dark Descent recibió reseñas "generalmente favorables", según el agregador de reseñas Metacritic.
Rock Paper Shotgun elogió cómo el videojuego recreó la atmósfera de la película Aliens, utilizando elementos de la franquicia para ayudar a generar tensión: "Es el primero que realmente captura la sensación de nerviosismo que se siente al establecer perímetros, soltar esa última línea de broma de primer nivel que has estado guardando y ver las formas en el rastreador de movimiento acercarse y chillando más fuerte". Eurogamer consideró que el videojuego no hizo nada para distinguirse de otros videojuegos inspirados en XCOM: Enemy Unknown: "Descent no introduce ninguna mecánica memorable ni florituras estilísticas a nivel de campaña. Es tan sobrio y utilitario como la arquitectura gris cuadrada del propio Otago". Aunque disfrutaba de la mecánica de Onslaught por aumentar la tensión, IGN criticó el estado técnico del videojuego y escribió: "Estos problemas son demasiado frecuentes y demasiado disruptivos como para que yo haga la vista gorda".
GamesRadar+ pensó que el videojuego añadió detalles interesantes y únicos a la fórmula táctica de jugabilidad, especialmente la mecánica de la sala segura: "Es una característica brillante y original que te hace detenerte y considerar a tu escuadrón de rudos como un poco más humanos que simples armas ambulantes". A Game Informer no le agradaron los controles del videojuego: "Desafortunadamente, las secciones de sigilo a través de grupos de Xenomorfos dormidos hacen que el movimiento del escuadrón parezca engorroso. Y, a veces, agacharse y hacer clic en otros botones no es conciso, lo que lleva a encuentros mortales con enemigos". A PC Gamer le agradó la creciente infestación que avanzaba cada día y dijo que hacía que el jugador tomara decisiones difíciles: "Es una mezcla fascinante de ideas que crea toneladas de acertijos emergentes".